# Victoria argopastea
Victoria argopastea là một loài bướm đêm trong họ Geometridae.